# 冷霜

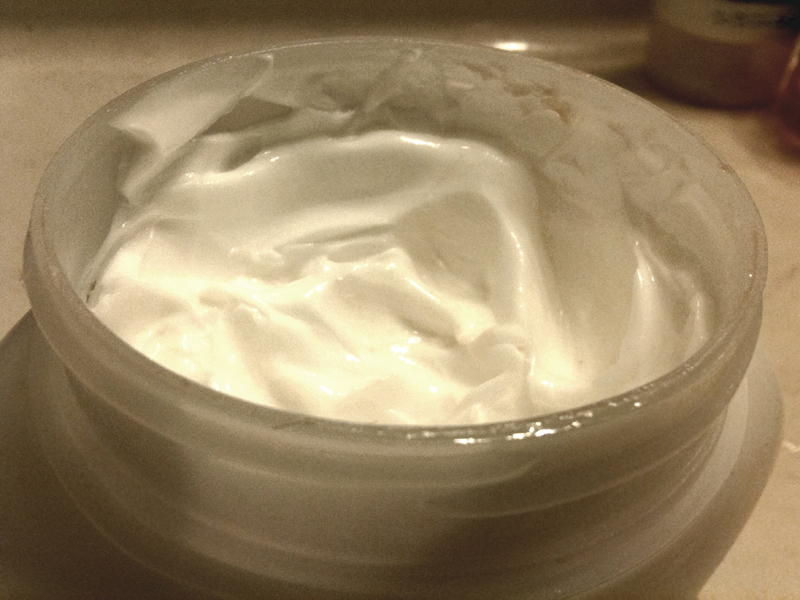
冷霜

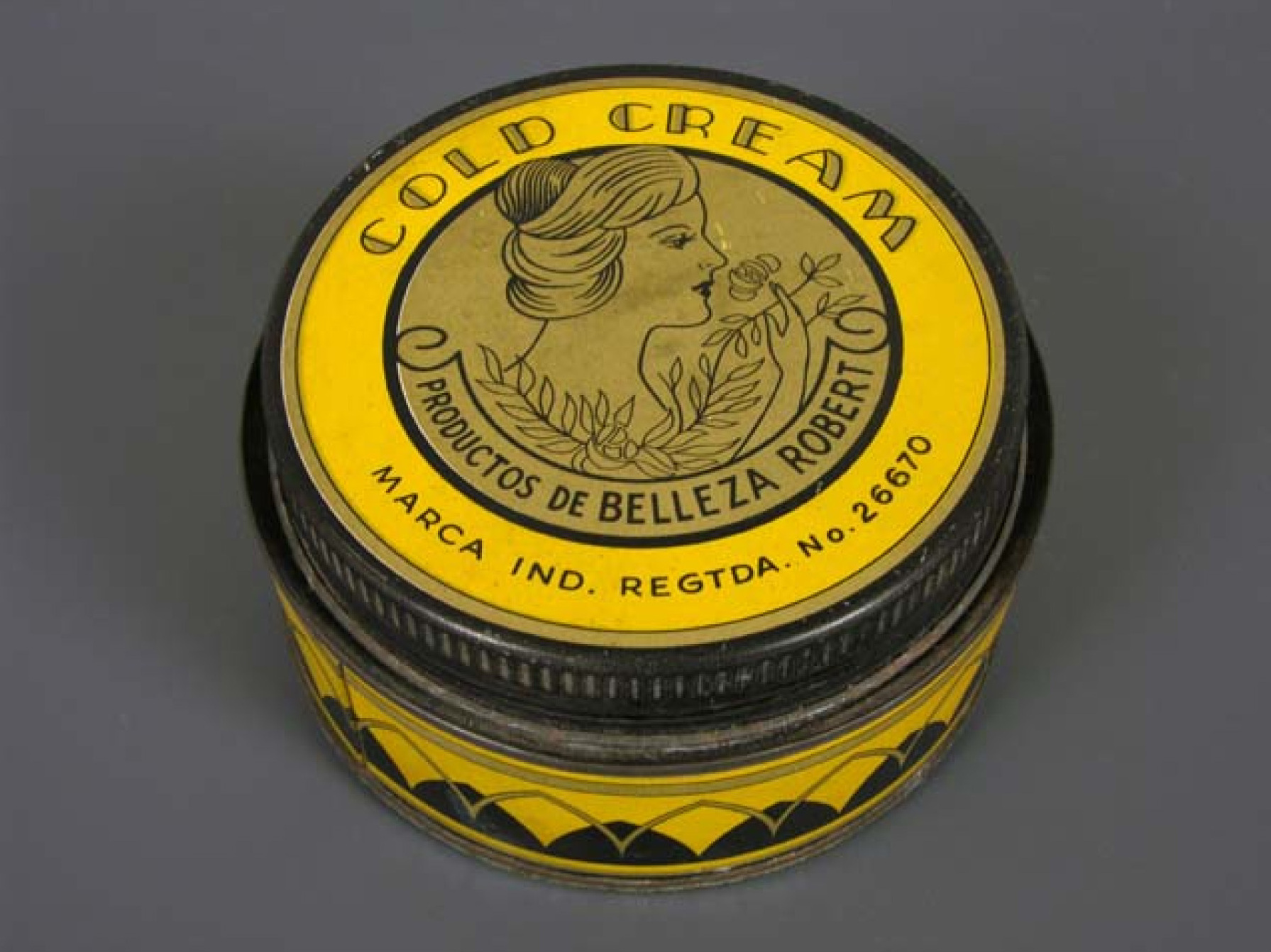
二十世紀的冷霜，是Museo del Objeto del Objeto的收藏

冷霜是由水、脂肪（多半包括蜂蜡）及香味剂形成的乳浊液，可以潤膚及卸粧。冷霜是以油為主，其中有少量的水。冷霜的名稱是因為冷霜塗抹到身上時，帶來涼快的感覺。人類使用冷霜的歷史已將近二千年。
冷霜由於其潤濕的特性，主要用在皮膚保養（例如贴片面膜或是潤唇膏），也可以用在卸粧或是刮鬍膏。

## 歷史
一般認為冷霜是第二世紀的希臘醫生蓋倫所發明的。原始的成分包括蔷薇水、蜂蜡、扁桃油或是橄欖油。蜂蜡是冷霜可以乳化的重要成份，但和現代的乳化劑比起來，效果很差。若只用蜂蜡製作的冷霜，需要反覆的攪拌，只要靜置就可能會分離。因此會加入少量的硼砂，硼砂可以讓蜂蜡中的脂肪酸皂化，用少量的皂類作乳化介質，形成更不容易分離的冷霜。 

## 現代冷霜的成份
幾乎所有現代的冷霜都已用礦物油代替植物油，並且加上乙醇、甘油及綿羊油。自1970年代起，冷霜中常會有荷荷芭油，代替之前使用的鯨蠟。美國常見的冷霜品牌有旁氏及Noxzema。 
人們也持續的發現冷霜的新用途：「冷霜是廁所必備的日常品，可以軟化和冷卻曬傷後的皮膚、可以清潔，並減緩皮膚的粗糙等。」。